# Сумбатов Ювельян Давидович
Ювельян Давидович Сумбатов-Топурідзе (1889, с. Капана Сенакського повіту Кутаїської губернії, тепер Республіка Грузія — серпень 1960) — співробітник ЧК-ОДПУ-НКВС СРСР, комісар державної безпеки 3-го рангу (1935), нарком внутрішніх справ Азербайджанської РСР, заступник голови Ради Міністрів Азербайджанської РСР, генерал-лейтенант (1945). Депутат Верховної Ради СРСР 1—3-го скликань.

## Ранні роки
Син селянина. З 1896 по 1901 рік навчався в сільській школі. У 1905 році закінчив двокласне російське училище. У 1905 році долучився до революційного руху, вступив в підпільний гурток, брав участь в організації революційних груп в селах Сагвадзава, Носірі, Онтофо, Котіненте.
У 1905—1906 роках працював на приватному лимонадному заводі на станції Абаша.
У 1905 році вступив в РСДРП, меншовик. З 1906 по 1907 рік вів партійну роботу в осередку РСДРП на станції Абаша. Заарештований у 1907 році, сидів 3,5 місяця у в'язниці Сенакі.
У 1907—1910 роках — чорнороб морського порту міста Поті. Проводив революційну роботу, поширював прокламації серед селян Сенакського повіту.
У 1910—1914 роках — фейерверкер 9-ї артилерійської бригади російської імператорської армії. У 1914 році працював у власному господарстві в Капані.
У 1914—1917 роках — фейерверкер 6-го батальйону 51-ї артилерійської бригади російської імператорської армії. Учасник 1-ї світової війни, воював на Північному фронті. Був арештований за революційну пропаганду.
З 1917 по 1918 рік працював у власному господарстві в Капані.
З 1918 року — в Червоній армії (РСЧА). У 1918 році — рядовий і командир взводу загону особливого призначення Московського військового округу, співробітник штабу бронеколони 1-ї Української армії.
Член РКП(б) з 1918 року.
У 1918—1919 роках — помічник начальника бронепоїзда «Карл Лібкнехт» 12 армії. У 1919—1920 роках — начальник артилерії, начальник бронепоїзда «Карл Лібкнехта». У лютому — травні 1920 року — співробітник резерву при штабі 11-ї армії РСЧА.
З 1920 року служив в органах державної безпеки. З травня 1920 по 1921 рік — секретний співробітник (рос. сексот) Азербайджанської надзвичайної комісії (ЧК). З 1921 року — помічник уповноваженого, помічник начальника агентури, начальник агентури Азербайджанської ЧК. Деякий час перебував у резерві. До червня 1923 року — начальник агентури, уповноважений внутрішньої групи секретно-оперативного відділу Азербайджанської ЧК.
У червні — жовтні 1923 року — начальник відділу по боротьбі з бандитизмом Азербайджанської ЧК. У жовтні — листопаді 1923 року — помічник начальника  частини прикордонної охорони Азербайджанської ЧК. У листопаді 1923 — лютому 1924 року — начальник відділу по боротьбі з бандитизмом Азербайджанської ЧК.
У лютому — жовтні 1924 року — в резерві, начальник інформаційного відділу Азербайджанської ЧК. У жовтні 1924 — березні 1926 року — начальник інформаційно-агентурного відділу Азербайджанської ЧК. У березні 1926 — 1927 року — начальник інформаційного відділу і політичного контролю ДПУ Азербайджанської РСР.
У 1927 — червні 1928 року — керуючий Бакинською митницею. У червні 1928 — січні 1929 року — керуючий Батумською митницею.
У січні — травні 1929 року — начальник інформаційно-агентурного відділу ДПУ Грузинської РСР.
У травні 1929 — червні 1933 року — начальник управління прикордонної охорони і військ ДПУ Повноважного представництва ОДПУ СРСР по ЗРФСР, член колегії ДПУ Грузинської РСР.
Одночасно у березні 1931 — червні 1933 року — помічник повноважного представника ОДПУ СРСР по ЗРФСР по міліції, начальник управління робітничо-селянської міліції.
У червні 1933 — лютому 1934 року — заступник голови ДПУ Азербайджанської РСР.
У лютому — липні 1934 року — голова ДПУ Азербайджанської РСР. У липні 1934 — січні 1937 року — начальник УНКВС Азербайджанської РСР. У січні 1937 — 10 січня 1938 року — народний комісар внутрішніх справ Азербайджанської РСР.
З січня по квітень 1938 року перебував у резерві НКВС СРСР.
У квітні 1938 — липні 1941 року — начальник адміністративно-господарського управління НКВС СРСР. У липні 1941 — березні 1947 року — начальник господарського управління НКВС (МВС) СРСР. 3 квітня 1947 року звільнений з МВС СРСР у запас.
У березні 1947 — липні 1953 року — заступник голови Ради Міністрів Азербайджанської РСР.
15 липня 1953 року арештований у зв'язку зі «справою Берії». У грудні 1955 року під час слідства з діагнозом «реактивний психоз» поміщений в тюремну психіатричну лікарню в Ленінграді. Рішенням Військової колегії Верховного суду СРСР 30 липня 1958 року направлений на примусове лікування в психіатричну лікарню, де й помер у 1960 році.
29 серпня 1960 року справу проти Сумбатова-Топурідзе було припинено у зв'язку зі смертю.

## Звання
- комісар державної безпеки 3 рангу (29.11.1935)
- генерал-лейтенант (9.07.1945)

## Нагороди
- два ордени Леніна (22.07.1937; 21.02.1945);
- три ордени Червоного Прапора (2.02.1936; 3.11.1944; 16.09.1945);
- два ордени Трудового Червоного Прапора (29.04.1939; 20.09.1943)
- орден Вітчизняної війни І ст. (2.11.1944)
- орден Червоного Прапора Азербайджанської РСР (3.06.1924)
- орден Трудового Червоного Прапора Грузинської РСР (10.04.1931)
- орден Трудового Червоного Прапора ЗСФСР (7.03.1932)
- знак «Почесний працівник ВЧК—ГПУ (V)»
- знак «Почесний працівник ВЧК—ГПУ(XV)» (8.04.1934)
- 4 медалі

Позбавлений усіх нагород відповідно до вироку суду.